# Đơn vị ảo

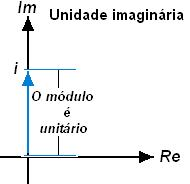
Đơn vị ảo

Trong giải tích phức, đơn vị ảo, thường viết tắt là i (hay thỉnh thoảng là j hoặc chữ cái Hy Lạp iota), là căn bậc hai của −1.
Nó cho phép mở rộng các số thực {\displaystyle \mathbb {R} }, thành các số phức {\displaystyle \mathbb {C} }. Số này có nhiều định nghĩa, phụ thuộc vào cách mở rộng từ trường số thực ra số phức.
Trong lịch sử toán học, mục tiêu gây dựng số phức là vì có nhiều phương trình đa thức {\displaystyle f(x)=0} không có nghiệm là số thực. Ví dụ {\displaystyle x^{2}+1=0}, vì nếu chúng ta trừ  cả hai vế với 1 thì ta sẽ có: {\displaystyle x^{2}=-1}.Điều này là không thể, vì một số âm không có căn bậc hai. Nếu đặt một loại số mới là nghiệm của phương trình trên, thì tất cả các phương trình đa thức đều sẽ có nghiệm.
Vậy muốn tìm căn bậc hai của một số thực bất kì, ta nhân căn bậc hai của số đối của nó với {\displaystyle \imath }:
{\displaystyle {\sqrt {-x}}\times \imath ={\sqrt {-x}}\times {\sqrt {-1}}={\sqrt {-x\times (-1)}}={\sqrt {x}}}
Ví dụ:
{\displaystyle {\sqrt {2}}\times \imath ={\sqrt {2}}\times {\sqrt {-1}}={\sqrt {2\times (-1)}}={\sqrt {-2}}}